# Сергий Малопинежский
Сергий Малопинежский (в миру Симеон Маркианович Неклюд; 1493—1585) — иеросхимонах, преподобный Русской православной церкви.

## Биография
Симеон Неклюд родился в 1493 году в семье православного священника «веси Сурской» Малопинежского уезда Архангельской губернии Маркиана Стефановича Неклюда, который происходил из новгородских бояр, но уехал на север после того, как Иван III окончательно покорил вольный город Новгород. Мать — Аполлинария также имела благородное происхождение. Симеон получил хорошее домашнее образование и был воспитан в строгом благочестии и был «весьма сведущ в книжном учении». 

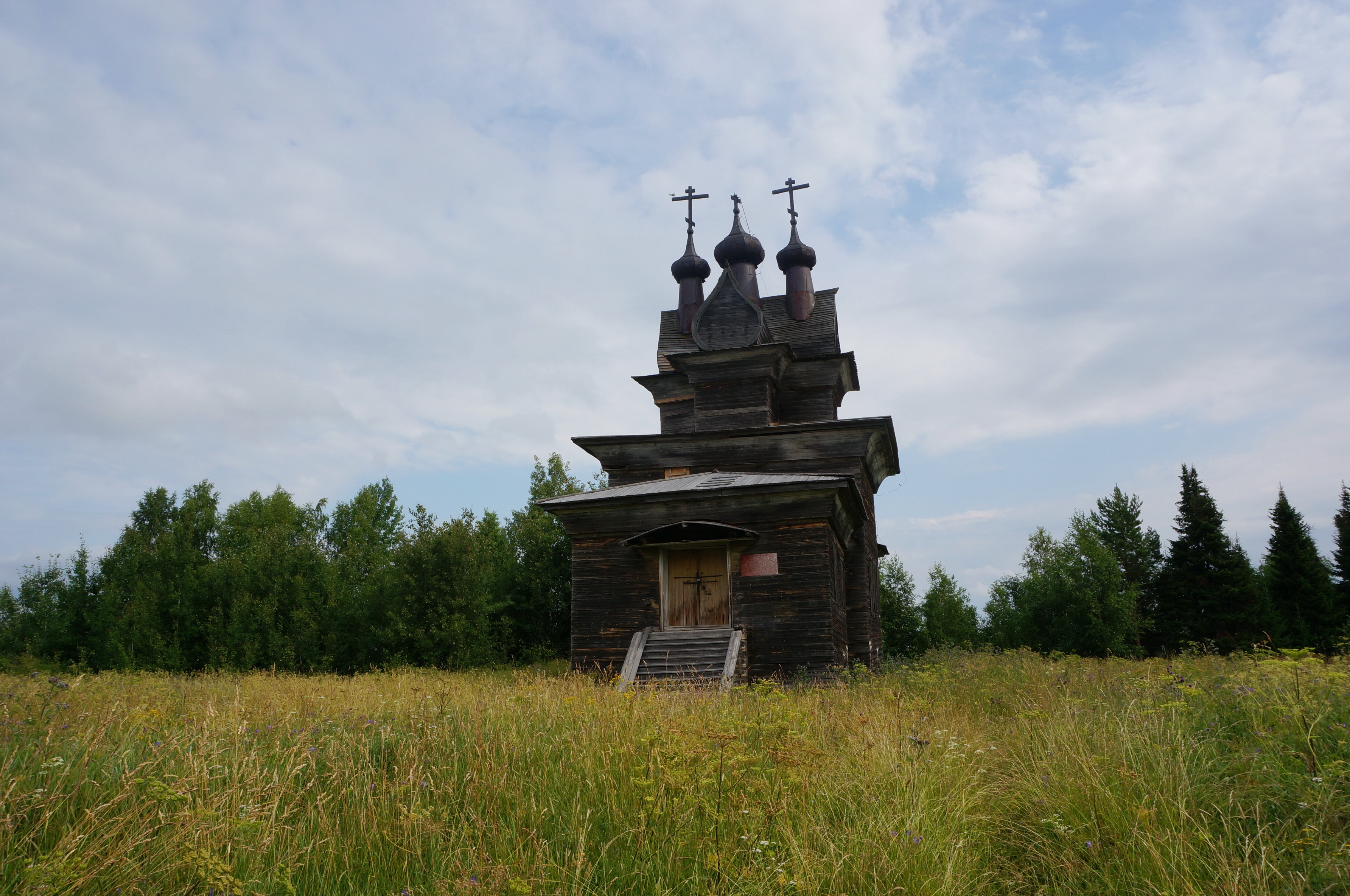
Георгиевская церковь

Был женат и в 1523 году Симеон Маркианович Неклюд был рукоположен в пресвитера к новоустроенным в Малопинежской волости Преображенской и Георгиевской церквям, где проходил пастырское служение и назидал прихожан словом и делом 62 года. Такое редкое, по своей долговременности, служение, кроме ревностного исполнения обычных обязанностей приходского священника, ознаменовано было ещё апостольским подвигом обращения в православие «некрещенной чуди» — язычников. Согласно сказанию летописи, С. М. Неклюд имел «душу милостиву, помысл чист, сердце бодро, смирение и крепость молчаливую, любовь воистину нелицемерную и был милостив к нищим до самоотвержения».
Своей продолжительной и святой жизнью Симеон Маркианович Неклюд снискал большую известность, любовь и уважение: «бе слава многа о нем, ради добродетельного жития его».
В последний год своей жизни он постригся в монашество и принял схиму с именем Сергия.
Сергий Малопинежский скончался 16 ноября 1585 года; мощи его были упокоены под спудом в деревянной часовне Преображенской церкви.
Память преподобного Сергия чтится в день смерти и в Соборе Вологодских святых.